# Opilio transversalis
Opilio transversalis is een hooiwagen uit de familie echte hooiwagens (Phalangiidae).